# Le Retour de Peter Grimm
Pour l’article homonyme, voir The Return of Peter Grimm (film, 1926).
Pour plus de détails, voir Fiche technique et Distribution.
Le Retour de Peter Grimm (titre original : The Return of Peter Grimm) est un film américain réalisé par George Nichols Jr. et Victor Schertzinger, sorti en 1935.
Victor Schertzinger (qui n'est pas crédité pour ce film) en avait sorti une première version muette en 1926, avec Alec B. Francis, John Roche et Janet Gaynor.

## Synopsis
Récemment décédé, le doyen d'une famille revient sous la forme d'un esprit pour venir à la rescousse de ses proches qui sont dans une situation complexe et pour empêcher un mariage fatal.

## Fiche technique
- Titre original : The Return Of Peter Grimm
- Réalisation : George Nichols Jr. et Victor Schertzinger
- Scénario : David Belasco, Francis Edward Faragoh
- Photographie : Lucien Andriot
- Musique : Alberto Colombo
- Direction artistique : Van Nest Polglase
- Costumes : Walter Plunkett
- Effets spéciaux : Harry Redmond Sr.
- Producteur : Kenneth Macgowan
- Société de production : RKO Pictures
- Format : Noir et blanc — 35 mm — 1,37:1 — Son : Mono
- Genre : Comédie dramatique, Film de fantasy
- Durée : 85 minutes (1 h 25)
- Dates de sortie : 
  - États-Unis : 13 septembre 1935,
  - France : 1936

## Distribution
- Lionel Barrymore : Peter Grimm
- Helen Mack : Catherine
- Edward Ellis : Dr. Andrew Macpherson
- Donald Meek : Major Everett Bartholomew
- George Breakston : William Van Dam
- Allen Vincent : Frederik
- James Bush : James
- Ethel Griffies : Mrs. Martha Bartholomew
- Lucien Littlefield : Colonel Tom Lawton
- Ray Mayer : Clown
- Greta Meyer : Marta
- Lois Verner : La fille aux taches de rousseur